# Sony NEX-5
Sony NEX-5 (oznaczenie fabryczne NEX-5) – cyfrowy aparat fotograficzny marki Sony Alfa zaprezentowany 11 maja 2010 roku. Jest to kompakt z wymienną optyką, czyli aparat posiadający matrycę o rozmiarze APS-C oraz obudowę wielkością przypominającą aparaty kompaktowe. Jego bliźniaczym modelem jest Sony NEX-3.
Aparat posiada bagnet Sony E, dzięki czemu współpracuje z obiektywami o oznaczeniu SEL. Kilka miesięcy po premierze NEX-5 oraz NEX-3 oraz mocowania Sony E niezależni producenci rozpoczęli sprzedaż adapterów do obiektywów innych producentów.

## Cechy aparatu
- brak lustra,
- wyświetlacz wysokiej jakości,
- możliwość rejestracji filmów w jakości HD 1080i z dźwiękiem stereo,
- brak wbudowanej lampy błyskowej (w każdym zestawie dostępna jest dołączana lampa),
- interfejsy USB i HDMI,
- niskie szumy przy wysokich wartościach ISO,
- funkcja automatyki HDR,
- funkcja Sweep Panorama - możliwość tworzenia panoram "góra - dół" i "lewo - prawo" w 2D i 3D (po aktualizacji oprogramowania aparatu).